# Đuôi cụt Gurney
Đuôi cụt Gurney, tên khoa học Hydrornis gurneyi, là một loài chim trong họ Pittidae.

## Hình ảnh

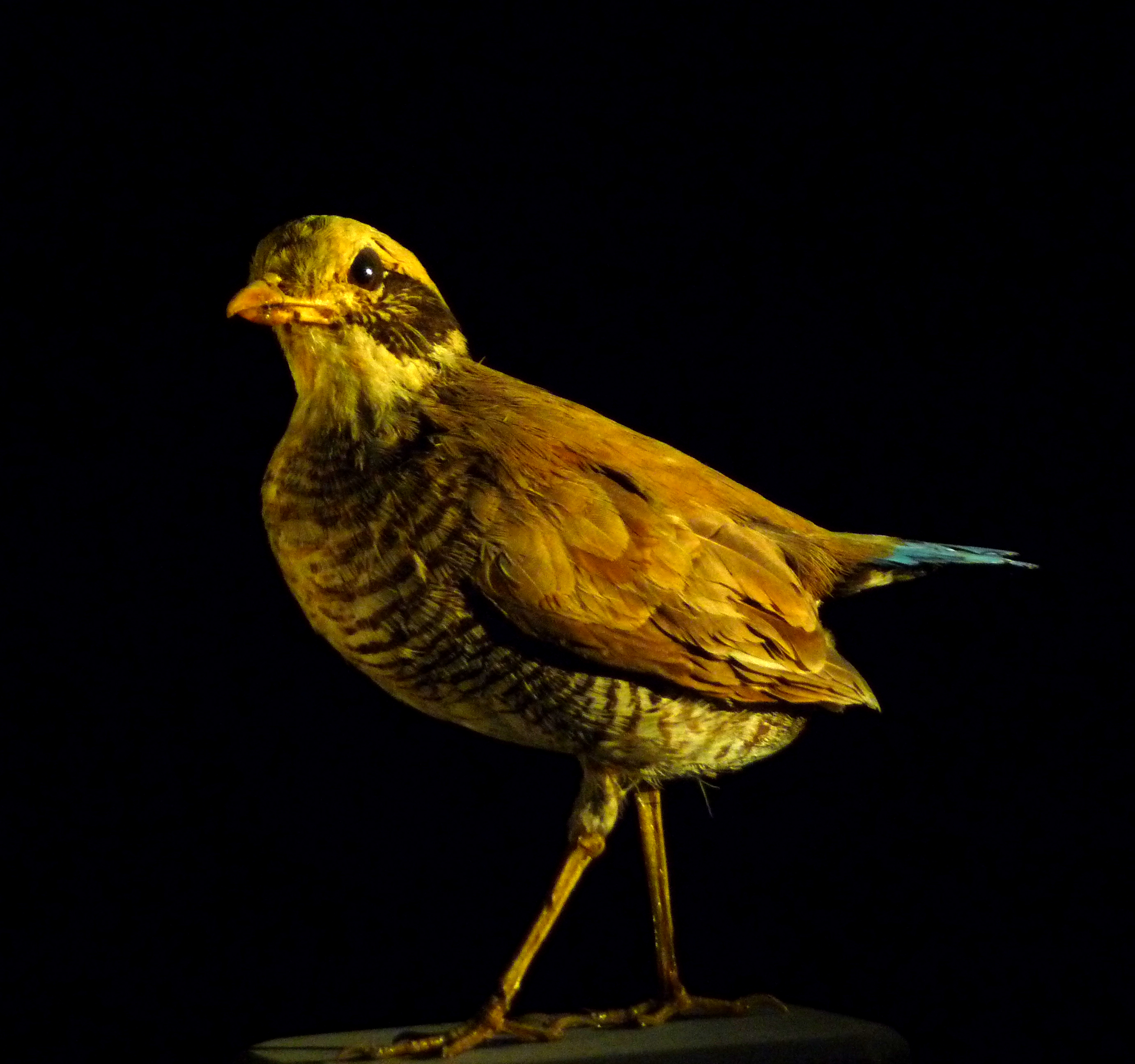
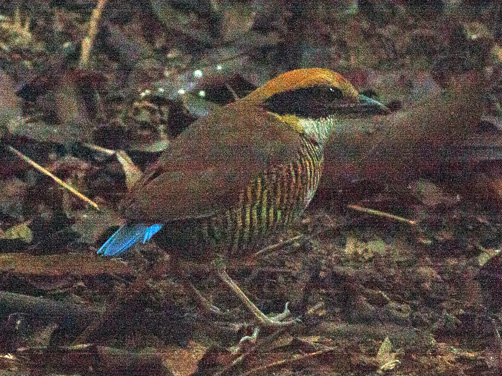
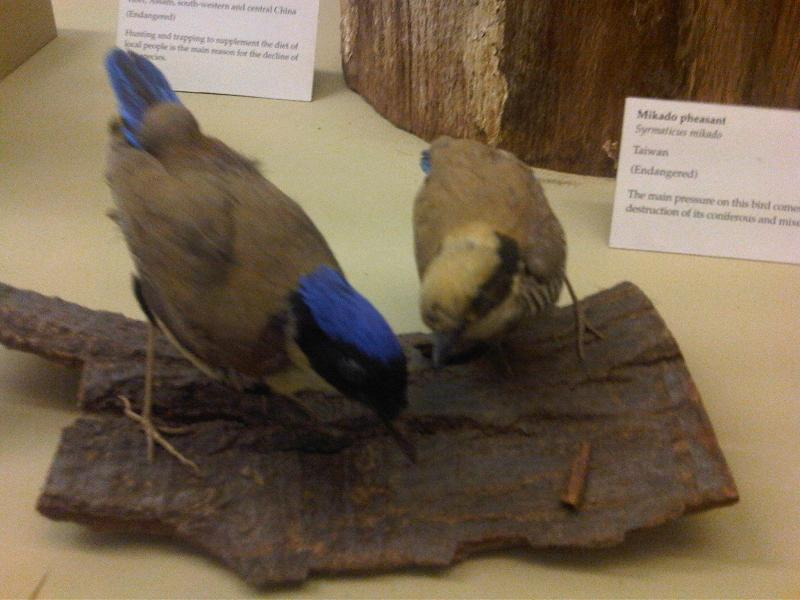